# Wulfstan af Hedeby
Wulfstan af Hedeby (Hæðum, latin Haithabu, Heidiba) var en rejsende og handlende i slutningen af 800-tallet. Han er kendt for, at han fortalte om en rejse fra Hedeby (norrønt Hæðum, latinsk Haithabu) i Danmark til Truso i dagens Polen. Rejsen skete trolig omkring 880 e.Kr.

## Rejsebeskrivelsen fra Hedeby til Truso
Ifølge Orosius rejste Wulfstan fra Hedeby til Truso i 880. Han mødte mange folk på sine rejser, bl.a. danskere – og han kan have været en af de første personer som anvendte ordet "Danmark" (eller "Danemark") i sin beskrivelse.
Rejseskildringen stammer fra en tekst, som den engelske konge Alfred den Store omkring 890 lod indsætte i sin egen oversættelse af en senromersk, kristen verdenshistorie af Orosius. Dermed hører Wulfstans beretning, sammen med en rejse som Ottar fra Hålogaland gjorde til Nordishavet og til England, til de ældste kilder om Nordens geografi. Den gav også de ældste skriftlige belæg for en række nordiske stednavne.
Den nøjagtige beliggenhed af Truso er ikke sikker, eftersom kystlinjen har ændret sig betydelig, men de fleste historikere eftersporer området indenfor eller nær den nuværende polske by Elbląg, ikke langt fra Gdańsk.
Wulfstan oplyser, at han rejste fra Hedeby, at sørejsen til Truso tog syv dage og nætter, og at skibet hele vejen gik under sejl. Vendland var på hans styrbords side, og til bagbord (venstre) havde han Langaland (i dag Langeland), Læland (Lolland), Falster, og Sconeg (Skåne), land som alle hørte til Denemearcan (Danmark). Han er sandsynligvis været en af de første personer, som har anvendt ordet Danmark (eller Danemark) i sin beskrivelse.
"Så havde vi Burgendaland (Bornholm) til bagbord, og de har deres egen konge. Så efter Burgendaland havde vi de lande som hedder først Blecinga (Blekinge), Meore (Møre, i dag en del af Kalmar len), Eowland (Øland), og Gotland, som alle tilhørte Sweom (sveaerne). Og vi havde Vendland til styrbord hele vejen til Wislas munding. Wisla er en meget stor flod som adskiller Witland fra Vendland."

## Dansk eller engelsk?
Karl Baumann begrunder i sin bog Die Prussen. Ein sympathisches Volk zwischen Weichsel und Memel (1991) at Wulfstan ikke bare besøgte, men også boede i Truso. Wulfstan benævnes ofte som angelsakser, og det er muligt, at han var en engelsk handelsmand som i modsætning til sine landsmænd ikke bare rejste til Hedeby, men også yderligere østover. Det er derimod også mulig, at han var fra Danmark, og at navnet er angelsaksisk tillempning, og at han gav sin fortælling, da han var i England.
Handelsmanden Wulfstan af Hedeby bør ikke forveksles med St. Wulfstan af Worcester, biskop af Worcester i det 11. århundrede, heller ikke med Wulfstan I af York, ærkebiskop af York i det 10. århundrede, og Wulfstan II af York, ærkebiskop af York i det 11. århundrede.